# جاك غودارد
جاك غودارد (بالإنجليزية: Jack Goddard)‏ هو لاعب اتحاد الرغبي نيوزيلندي، ولد في 31 يناير 1920 في تيمارو ‏ في نيوزيلندا، وتوفي في 22 أكتوبر 1996.